# Jos-Karitjärnen
Jos-Karitjärnen är en sjö i Malung-Sälens kommun i Dalarna och ingår i Dalälvens huvudavrinningsområde.